# شمعی در باد
شمعی در باد فیلمی به کارگردانی پوران درخشنده محصول ۱۳۸۲ ایران است. فیلم نامه نویسان شمعی در باد، درخشنده و محمدهادی کریمی هستند. مدت زمان فیلم ۱۲۰ دقیقه است.

## خلاصه داستان
فرزین دانشجوی انصرافی است که پدر و مادرش از هم جدا شده‌اند و او با مادرش زندگی می‌کند. مادر فرزین قصد ازدواج مجدد دارد و فرزین هم بین رفتن به خارج از کشور و انواع و اقسام پریشانی‌ها و اضطراب‌ها تنها مانده و کسی او را درک نمی‌کند. او به‌طور اتفاقی با آیدا که مدیر یک مؤسسه خیریه است آشنا می‌شود و قرار می‌شود برای او سایت راه اندازی کند. به تدریج رابطه آنها عمیقتر می‌شود و فرزین پی می‌برد که آیدا می‌تواند او را به آرامش برساند…

## بازیگران فیلم
- بهرام رادان
- آزیتا حاجیان
- شهاب حسینی
- حسام نواب صفوی
- عسل بدیعی
- ایرج راد
- سیروس ابراهیم‌زاده
- جمشید گرگین
- محمد شیری
- جمشید مشایخی

## جایزه‌ها و نامزدی‌ها

### جشنواره فیلم فجر
| قسمت                       | نامزد            | نتیجه  | جایزه        |
| -------------------------- | ---------------- | ------ | ------------ |
| بهترین بازیگر نقش اول مرد  | بهرام رادان      | برنده  | سیمرغ بلورین |
| بهترین بازیگر نقش مکمل مرد | شهاب حسینی       | کاندید | سیمرغ بلورین |
| بهترین صدابرداری           | نظام الدین کیایی | کاندید | سیمرغ بلورین |
| بهترین تدوین               | محمدرضا مویینی   | کاندید | سیمرغ بلورین |